# هاتبرد ۱۳ بی
هاتبرد ۱۳ بی (انگلیسی: Hot Bird 13B) که با نام هاتبرد ۸ نیز از سال ۲۰۱۲ یاد می‌شود یک ماهواره مخابراتی فرانسوی است که محتوای تلویزیون ماهواره‌ای را تأمین و خدمات‌دهی می‌کند. این ماهواره نیز توسط تیم آستریوم طراحی و بنیان‌گذاری شده‌است.